# Lasarte-Oria
Lasarte-Oria est une commune du Guipuscoa dans la communauté autonome du Pays basque en Espagne.
La commune fait partie de l'Eurocité basque Bayonne - San Sebastian.
Lasarte-Oria est une commune de création nouvelle, constituée par les Assemblées Générales du Gipuzkoa à la norme statutaire 1/1986 en session tenue le 31 janvier 1986 et dans la partie dispositive duquel première il disait « D'approuver les ségrégations des termes Municipaux Andoain, Hernani et d'Urnieta, qui figurent dans les accords adoptés par ses mairies respectives pour constituer une nouvelle commune avec la dénomination de Lasarte-Oria  ».
La session de constitution de la commission gestionnaire de la nouvelle commune a été effectuée le 15 février 1986, celle-ci étant la date qui est donnée, traditionnellement, comme date de création de Lasarte-Oria.

## Étymologie
La commune est officiellement appelée Lasarte-Oria. La dénomination composée fait référence aux deux centres historiques qui composent la commune, celui de Lasarte qui appartenait à Hernani et à Urnieta et celui d'Oria qui appartenait à Urnieta et à Andoain et dont la fusion a donné l'actuelle commune.
Selon Manuel de Lekuona, le nom de Lasarte veut dire étymologiquement « lieu situé entre régatas » (proviendrait du basque lats arte). Il existe plusieurs lieux appelés Lasarte au Pays basque. En outre connue, celle Lasarte-Oria du Gipuzkoa, il y a un petit village appartenant à la ville de Vitoria-Gasteiz qui est aussi appelée Lasarte, ainsi qu'un quartier d'Igorre en Biscaye du même nom.
D'autre part le nom d'Oria dérive directement du nom de la rivière Oria dans les bords duquel se situe ce centre. (Oria était le quartier d'Urnieta situé avec cette rivière, tandis que le bourg se trouvait dans la vallée voisine de l'Urumea).
Le gentilé approprié pour désigner les habitants de Lasarte-Oria est celui de lasarteoriatarrak (en basque), lasarteoriatarras en espagnol. Il existe aussi celui d'oriatarras en espagnol, oriatarrak en basque pour se référer aux habitants du centre d'Oria. Pour ceux du centre de Lasarte on les appelle lasartearras en espagnol, lasartearrak en basque. Ce dernier vaut pour tous les habitants.

## Géographie

### Quartiers
Les différents quartiers de Lasarte-Oria sont:
- Lasarte: 12.626 habitants
- Oria: 1.027 habitants
- Atsobakar: 1.461 habitants
- Larrekoetxe: 773 habitants
- Sasoeta:
- Oztaran: 1.969 habitants
- Guztira:

## Localités limitrophes
Urnieta , Usurbil, Andoain

## Histoire
Lasarte apparaît à un moment du Moyen Âge comme un peuple médiéval situé dans une confluence de chemins d'importance relative liés au Chemin de Saint Jacques. Dans cette bourgade primitive, qui occupait approximativement le centre de l'actuelle commune, confluaient le chemin qui à travers Irun, Astigarraga et Hernani arrivait de France et celui qui à travers Urnieta venait de Navarre. De Lasarte partait un autre chemin qui continuait vers l'intérieur à travers la montagne Andatza et Azpeitia. Ce village se situait autour de l'ancien ermitage de San Pedro, sur lequel on a construit l'actuelle église paroissiale. Dans cette bourgade on trouvait une maison-tour, celle des Lasarte (plus tard connue comme Okondo) et plusieurs maisons solaires. La Maison-tour qui a donné le nom au peuple subsistera jusqu'au XIXe siècle.
Dans les années 1180 les rois navarrais Sanche le Sage fondera la ville de Saint-Sébastien et lui accorde sa juridiction, Lasarte se trouvera entre les villages qui sont compris dans la juridiction de la nouvelle ville. Des siècles plus tard on crée de nouvelles villes dans le secteur qui sont libérées de Saint-Sébastien. En 1371 on fonde ville d'Usurbil et peu ensuite, vers 1380 on fonde Hernani. Lasarte n'aura pas la même chance mais restera comme un quartier d'Hernani situé près des limites de cette ville avec Usurbil et Saint-Sébastien. Le panorama sera complété en 1615 avec la création de la ville d'Urnieta, à partir de territoires assignés précédemment à Hernani, Saint-Sébastien et la grande mairie d'Aiztondo, dont le territoire sera aussi étendu jusqu'aux limites de Lasarte.
La position de Lasarte-Oria dans le point où confluaient les territoires d'Hernani, d'Urnieta, d'Andoain, de Saint-Sébastien et d'Usurbil et la croissance de Lasarte-Oria, particulièrement au XXe siècle rendra propice son extension hors du territoire municipal d'Hernani. S'adossant à ceux de Saint-Sébastien et d'Usurbil, mais spécialement à celui d'Urnieta ce qui le fera connaître sous l'appellation de ville divisée entre cinq communes.
En 1736 Hernani a permis que Lasarte ait un maire pedáneo , prison et école.
Pendant le XIXe siècle il a été le lieu de campement de la cavalerie britannique durant la Guerre de l'Indépendance et la population a été "saquée" pendant les Guerres Carlistes. En 1860 Lasarte comptait 583 habitants, dont 450 étaient des habitants de la ville d'Hernani et le reste d'Urnieta.
En 1916 on inaugure sur le bord ouest de la rivière et presque face à Lasarte, l'Hippodrome Municipal de Saint-Sébastien, connue populairement comme Hippodrome de Lasarte, un des trois hippodromes existants en Espagne, où ont lieu traditionnellement les courses de chevaux en été. Cet hippodrome a été attaché à l'âge d'or du tourisme donostiarra (habitant de Saint Sébastien en basque) et à la haute société, et bien que son importance sociale ait décru avec le temps son activité continue à être maintenue de manière ininterrompue jusqu'à nos jours avec assez de succès.
L'hippodrome se situe sur le territoire municipal de Saint-Sébastien. Toutefois ses alentours à Lasarte-Oria ont fait que la population associe l'hippodrome comme une partie du patrimoine, la culture et l'histoire lasarteoriatarrak (habitants de Lasarte en basque). C'est ici que se déroule aussi le Cross International de Lasarte.
Dans les années 1930, on inaugure dans les alentours de Lasarte (à cheval entre les communes d'Hernani et d'Usurbil) une usine de l'entreprise française de pneus Michelin. L'usine se transformera en un des principaux centres industriels du secteur, en donnant du travail a de nombreux lasarteoriatarrak et contribuera dans une grande mesure à la croissance démesurée de Lasarte-Oria après la Guerre Civile.
Oria est l'autre centre de population historique qu'a constitué cette commune. Son nom dérive directement du nom de la rivière. Oria se trouve au sud de Lasarte, juste là où termine la zone de la vallée de la rivière Oria. Il s'agissait d'un quartier rural de faible importance qui a fait partie ensuite de la grande mairie d'Aiztondo et depuis 1615 de la ville d'Urnieta. Son importance a augmenté quand en 1848 on a installé ici l'usine de filage et tissus Brunet y Cía. L'usine atteindra une grande importance à la fin du XIXe siècle, en employant plus de 400 ouvriers. Oria a crû comme une ville industrielle, construisant des maisons ouvrières pour loger les travailleurs de l'usine Brunet et ses familles. Elle s'est sociologiquement transformé un foyer ouvrier et communiste ce qui lui a valu le surnom de la Petite Russie. Les maisons ouvrières du XIXe siècle ont été démolies à cause de leur état de ruine, bien que celles qui ont été récemment construites - sous protection officielle sur les précédentes, conservent un certain style qui rappelle ces maisons ouvrières.
Pendant les années 1950/60 et 70 la population de Lasarte-Oria a énormément crû, principalement étant par une forte immigration hors du Pays basque. Les industries installées dans les lieux (Michelin, Filatures et Tissages l'Oria, ATC, Bianchi.) et les alentours de Saint-Sébastien ont agi comme des aimants. À partir du milieu des années 1970, la crise économique a arrêté ce flux migrateur. Cette forte immigration a créé les conditions sociologiques de l'actuelle population lasarteoriatarra.
La croissance de Lasarte-Oria a largement dépassé le territoire d'Hernani et a été étendu vers Urnieta, au sud, arrivant à unir Lasarte urbain continu et Oria.
Le fait de ne pas constituer une commune supposait d'importants problèmes aux habitants, en devant se déplacer ses habitants à Hernani ou Urnieta pour effectuer les démarches administratives.
Ceci a abouti un mouvement local, qui après des années de lutte, a obtenu que Hernani et Urnieta cèdent une partie de ses communes pour la création de Lasarte-Oria. Ni Usurbil ni Saint-Sébastien n'ont cédé un mètre des terrains adjacents à Lasarte-Oria, mais au contraire Andoain a cédé de manière presque symbolique une zone de terrain rugueux au sud d'Oria. La création de la commune a disposé d'un vaste appui populaire, l'opposition des fermiers étant seulement significative qui vivaient dans la zone rurale et qui allait être intégrée dans la nouvelle commune et qui en effet étaient senti liés Hernani et à Urnieta.
Bien qu'encore beaucoup de gens appellent le peuple comme Lasarte, nous devons rappeler que ce qui est officiel est Lasarte-Oria puisque cette dénomination a été adoptée par la nouvelle commune de Lasarte-Oria nouvellement constitué, obéissait à une situation historique réelle et contrastée de l'existence dans des enclaves contiguës de deux centres : Oria et Lasarte. Oria et Lasarte ont volontairement fusionnés et constituent Lasarte-Oria

## Économie
La ville abrite une usine de fabrication de pneumatiques du groupe français Michelin.

## Administration
Dans toute son histoire Lasarte-Oria a connu une seule femme du maire. La socialiste Ana M. Urchueguia Asensio du (PSE-EE) régissant la commune de manière ininterrompue depuis 1986. Elle a été présidente de la commission gestionnaire qui a régi la municipalité depuis sa création en 1986 jusqu'aux élections municipales de 1987. Elle a été alors élue maire et a déjà 5 législatures consécutives dans sa fonction.
Dans les dernières élections d'autonomes le parti qui a le plus voté a été le PSE-EE avec 36,9 % des votes, suivi de la coalition nationaliste basque PNV-EA avec 26 %, le PP avec 14,9 % et le Parti communiste des terres basques qui a obtenu 13,1 %.

## Culture
Le principal équipement culturel de Lasarte-Oria est la Maison de la Culture Manuel Lekuona, propriété de la commune. Cette maison de la culture dispose d'un auditorium avec une capacité de plus de 500 personnes, salle d'expositions, bibliothèque publique, une salle de conférences pour 150 personnes, bars et une salle de danse, entre autres dépendances. Il a été inauguré en 1993 et occupe le lieu d'anciens cinémas. Parmi les activités qui sont effectuées dans la maison de culture tout au long de l'année il y a le théâtre, danse, cinéma, concerts, congrès conférences, expositions, etc.

## Sports
Annuellement, une course de 10 km est organisée appelée "Lasarte Oria Bai" par l'association Ostadar.
La ville a accueilli les championnats du monde de cyclisme sur route en 1965, les premiers organisés en Espagne.

## Personnalités
- Plazido Muxika (1906-1982): né le 16 avril 1906 dans la maison ouvrière Baratzalde d'Oria (plus connue sous Etxegorri ou Casa Roja) maison rouge. Le jésuite publia des œuvres comme le premier dictionnaire espagnol-basque (1965). Décéda à Loiola en 1982.
- Ángeles del Infierno (1976): groupe de Heavy Metal. Est un des plus importants de Metal en espagnol.
- Harkaitz Cano (1975): écrivain en langue basque. Est une des principales figures du panorama littéraire basque actuel. Également rédacteur de télévision.
- Joseba Tapia (1964): a été membre du groupe folk basqueTapia eta Leturia.
- Ana Urchueguía (1952): mairesse socialiste de Lasarte-Oria depuis la création de cette commune. C'est une remarquable personnalité au sein du PSE-EE. Elle a été aussi "juntera" lors des juntes générales du Guipuscoa et sénatrice à Madrid.
- Julio Olaizola (1950): footballeur. Joua 10 saisons à la Real Sociedad et a été deux fois champion de la ligue avec cette même équipe. Il tenait le poste d'ailier gauche.
- Kontxu Uzkudun (1943): dessinatrice de mode.
- José Antonio Irulegui (1937): footballeur et entraineur.
- Antonio Mercero (1936): réalisateur de cinéma et télévision. Il est l'auteur de séries populaires comme: Verano Azul ou Farmacia de Guardia.
- Victorio Vicuña Ferrero (1913-2001), connu comme Julio Oria: militant remarquable et dirigeant du parti communiste. Après s'être battu pendant la guerre civile et s'être exilé en France, fit partie de la résistance en France et ensuite devient l'organisateur du maquis "guérilla anti franquiste" dans la zone nord de l'Espagne, (Pays basque, Cantabrie et Asturies). Après la mort de Franco, il revient à son Oria natal et est élu conseiller du PCE par Urnieta.

### Sources
- (es) Cet article est partiellement ou en totalité issu de l’article de Wikipédia en espagnol intitulé « Lasarte-Oria » (voir la liste des auteurs).